# Festival international du film de comédie de l'Alpe d'Huez 2007
La 10e édition du Festival international du film de comédie de l'Alpe d'Huez organisé par l'Agence Tournée Générale, a eu lieu du 16 au 21 janvier 2005,.

## Le jury
- Président du Jury : Antoine de Caunes
- Membres du Jury : Sara Forestier, Jean-Pierre Darroussin, Pierre-François Martin-Laval, Antoine Duléry
- Présidents Jury Jeune : Omar Sy et Fred Testot

## Palmarès

### Grand prix TPS Star
- Gerardo Olivares pour La Grande Finale (La gran final)

### Prix du jury jeune
- Olivier Doran pour Pur Week-end

### Prix du public
- Mon meilleur ennemi (My Enemy's Enemy)

### Mention spéciale
- Gerardo Olivares pour Les Ambitieux

### Mention spéciale - Prix d'interprétation
- Karin Viard pour le rôle de Judith Zahn dans Les Ambitieux

### Prix du Court-Métrage
- Karim Adda pour J'ai plein de projets (Ex aequo)
- Matthieu Rozé pour Petit Poucet (Ex aequo)

### Longs métrages - Compétition
- La Nuit au musée (Night at the Museum) – Shawn Levy[3]